# روزنکرانتز و گیلدنسترن مرده‌اند (فیلم)
روزنکرانتز و گیلدنسترن مرده‌اند (به انگلیسی: Rosencrantz & Guildenstern Are Dead) نام فیلمی کمدی-درام به کارگردانی تام استپارد بر اساس نمایشنامه‌ای از خود او به همین نام است که در سال ۱۹۹۰ ساخته شده‌است. مانند نمایشنامه، فیلم نیز داستان دو شخصیت فرعی نمایش هملت اثر ویلیام شکسپیر را دنبال می‌کند که خودشان را در مسیر قلعه الزینور می‌یابند. قبل از رسیدن آن‌ها با گروهی از بازیگران برخورد می‌کنند و دربارهٔ فلسفه وجودشان سؤال‌هایی برایشان پیش می‌آید. فیلم برنده جایزه شیر طلایی چهل و هفتمین دوره جشنواره فیلم ونیز شد.
تیم راث در این فیلم نقش گیلدنسترن و گری اولدمن در نقش روزنکرانتز بازی می‌کنند. با این وجود در طول فیلم تردیدهایی که کدامیک کدام هستند رخ می‌دهد و حتی خود کاراکترها هم از این بابت مطمئن نیستند. ریچارد درایفس در نقش بازیکن برجسته، ایان گلن در نقش هملت، ایان ریچاردسون در نقش پولونیوس و جوانا مایلز در نقش گرترود از دیگر بازیگران فیلم هستند. فیلم در یوگسلاوی فیلم‌برداری شده و اولین و آخرین فیلمی است که تام استپارد کارگردانی کرده‌است.

## بازیگران
- تیم راث در نقش گیلدنسترن
- گری اولدمن در نقش روزنکرانتز
- ریچارد درایفس در نقش بازیکن برجسته
- ایان گلن در نقش شاهزاده هملت
- ایان ریچاردسون در نقش پولونیوس
- جوانا مایلز در نقش گرترود
- دونالد سامپتر در نقش کلادیوس
- جوانا روت در نقش اوفلیا